# إيروس بي
إيروس بي هو أحد سلسلة أقمار إيروس، وهو قمر صناعي تجسسي إسرائيلي تملكه شركة إيمدج سات الإسرائيلية (ImageSat International) أطلق في 25 أبريل 2006. ويمكنه تصوير أشياء صغيرة على الأرض يصل حجمها إلى 70 سنتيمترا.
هناك قمران تم إطلاقهما هما EROS A والثاني EROS B ويتم حاليا إعداد قمر ثالث من هذه السلسلة هو EROS C

## وصلات خارجية
الصور الأولى التي التقطها القمر إيروس بي